# Фаркунст

Фаркунст

Фаркунст нем. Fahrkunst— старинное механическое приспособление для подъема людей из шахты и спуска их в шахту, служащее для замены лестниц или стремянок.

## Принцип действия
Устройство состоит из ряда площадок на стене, вместе с вертикальной, движущейся вверх и вниз штангой с такими же площадками, или пары таких штанг, движущихся вверх-вниз попеременно. Человек может подняться (или опуститься) с помощью данного устройства, переходя с площадки на площадку, сообразуясь с движениями штанги (штанг). Размеры устройства могут быть разными, площадки могут вмещать по нескольку человек, или быть просто ступеньками.
Штанга приводится в движение от кривошипного механизма, в свою очередь приводимого от двигателя, например, от водяного колеса или паровой машины.
Для безопасного перехода между площадками при движении фаркунста устройство может делать паузы в движении штанги, для чего служит особое устройство, называемое катарактом.
Фаркунст из-за своих ограничений и недостатков (в том числе, сложности и дороговизны), почти повсеместно вытеснен из шахт клетью.